# Корсаковы (деревня)
Корсаковы — опустевшая деревня в Оричевском районе Кировской области в составе Истобенского сельского поселения.

## География
Расположена на расстоянии примерно 6 км на восток-юго-восток от административного центра поселения села Истобенск.

## История
Известна была с 1706 года как починок Карсаковский с 4 дворами, в 1765 году здесь (деревня Карсаковская) проживало 36 человек. В 1873 году здесь (Карсаковская или Мухины и Новосилы) было отмечено дворов 11 и жителей 80, в 1905 (Карсаковская или Карсаковы, Калиничи) 11 и 64, в 1926 (деревня Корсаковы или Калиничи) хозяйств 9 и жителей 43, в 1950 8 и 29, в 1989 3 постоянных жителя. Настоящее название утвердилось с 1950 года.

## Население
Постоянное население не было учтено как в 2002 году, так и в 2010.